# Peter Fras
Peter Fras, slovenski hokejist na travi, * 29. april 1984, Murska Sobota. 
Je eden najboljših in hkrati najprepoznavnejših igralcev HK Moravske Toplice, kjer igra na poziciji igralca sredine igrišča. 

## Igralska kariera
S hokejem na travi, se je začel ukvarjati v sedmem razredu osnovne šole, pri novoustanovljem klubu HK Moravske Toplice. Kmalu je pokazal velik talent za igro, zato so ga že v sezoni 1999/2000 priključili k prvi ekipi kluba. Tako je bil že v svoji krstni članski sezoni del ekipe, ki je leta 2000 na evropskem klubskem prvenstvu pokalnih zmagovalcev skupine C na Dunaju, osvojila bronasto medaljo, kar je bil takrat največji uspeh slovenskih klubov v evropskih klubskih tekmovanjih. Do naslednje evropske klubske medalje je moral nato čakati devet let, ko je s klubom zmagal na evropskem klubskem prvenstvu skupine Challenge IV v litvanski Vilni.  Zaradi svoje borbenost in nepopustljivosti ter odlične kondicijske pripravljenost velja za gonilno silo HK Moravske Toplice, s katerimi pa se mu povsem na vrh, v obdobju dominance HK Lipovci, ne uspe zavihteti. Mu je pa v sezoni 2007/2008 uspelo, da je z 11 zadetki postal najboljši strelec dvoranskega prvenstva. 
Dobre igre v klubu so ga leta 2002 pripeljale v slovensko državno reprezentanco, kjer je pri osemnajstih letih na prijateljski tekmi s Hrvaško v Zagrebu debitiral in se že na prvi tekmi vpisal med strelce. Za reprezentanco je nato uspešno nastopal prihodnja leta in na sedmih Panonskih pokalih, treh turnirjih Challenge oziroma Championship in kvalifikacijah za evropsko prvenstvo, zbral 41 nastopov in dosegel 3 zadetke. Največji uspeh v dresu reprezentance je dosegel leta 2007, ko je Slovenija osvojila evropsko prvenstvo skupine Challenge II.
Da njegove dobre igre niso ostale neopažene, potrjuje tudi nagrada za drugega najboljšega športnika občine Moravske Toplice za leto 2008.